# Kennedy Tejeda
Kennedy Tejeda (nacido c. 2000) es un abogado y activista por los derechos humanos venezolano. Ha trabajado como abogado defensor y miembro en el estado Carabobo en la organización no gubernamental Foro Penal.
Kennedy fue detenido el 2 de agosto de 2024 por funcionarios de seguridad, aunque se desconocen los delitos que se le imputan. Amnistía Internacional, Comisión Interamericana de Derechos Humanos, Foro Penal y la Fundación Robert F. Kennedy Human Rights han exigido su liberación inmediata.

## Detención
El 2 de agosto de 2024, Kennedy desapareció después de ir en la mañana al Comando Rural de Montalbán, un centro de detención en el estado Carabobo, para confirmar la detención de manifestantes en la comunidad y para ofrecer asistencia jurídica gratuita. El equipo de Foro Penal  perdió comunicación con el abogado por un plazo de 20 horas. Luego de estar desaparecido, y con la insistencia de su madre para saber de su paradero asistiendo al lugar de su detención múltiples veces, un funcionario de Montalbán por fin le informó a su madre que había sido detenido y presuntamente trasladado al comando central de la Dirección General de Contrainteligencia Militar (DGCIM) en Valencia, sin indicar motivos.
Su detención fue en la tarde del 3 de agosto. El coordinador regional de Foro Penal en el estado, Luis Armando Betancourt, informó que Tejeda fue presentado ante tribunales con competencia en terrorismo con sede en Caracas, aunque se desconocen los delitos que se le imputan. Se le ha impedido el acceso a una defensa privada, al igual que el ingreso de la familia en su centro de reclusión. Su madre pudo comunicarse con él después de la confirmación de la detención, asegurando que para entonces se encontraba bien de salud.
Foro Penal, la Comisión Interamericana de Derechos Humanos y el Centro Robert F. Kennedy para la Justicia y los Derechos Humanos exigió su liberación inmediata, al igual que el fin al hostigamiento y la persecución de los defensores de derechos humanos en el país.